# لیک سیتی (فیلم)
لیک سیتی (انگلیسی: Lake City) فیلمی به کارگردانی پری مور است که در سال ۲۰۰۸ منتشر شد. از بازیگران آن می‌توان به سیسی اسپیسک، کیت کارادین، ربکا رومین، دیو متیوس و دریا د ماتیو اشاره کرد.